# Zirci járás
A Zirci járás Veszprém vármegyéhez tartozó járás Magyarországon, amely 2013-ban jött létre. Székhelye Zirc. Területe 331,02 km², népessége 19 516 fő, népsűrűsége pedig 59 fő/km² volt 2013 elején. 2013. július 15-én egy város (Zirc) és 14 község tartozott hozzá.
A Zirci járás a járások 1983-as megszüntetése előtt is létezett, 1970-ig, és székhelye az állandó járási székhelyek kijelölésétől (1886) kezdve mindvégig Zirc volt.

## Települései
| Település         | Rang (2013. július 15.) | Közös hivatal     | Kistérség (2013. január 1.) | Népesség (2013. január 1.) | Terület (km²) |
| ----------------- | ----------------------- | ----------------- | --------------------------- | -------------------------- | ------------- |
| Zirc              | járásszékhely város     | Zirc              | Zirci                       | 7 106                      | 37,4          |
| Bakonybél         | község                  | Bakonybél         | Zirci                       | 1 264                      | 24,36         |
| Bakonynána        | község                  | Bakonyszentkirály | Zirci                       | 1 067                      | 14,93         |
| Bakonyoszlop      | község                  | Bakonyszentkirály | Zirci                       | 441                        | 14,2          |
| Bakonyszentkirály | község                  | Bakonyszentkirály | Zirci                       | 867                        | 27,9          |
| Borzavár          | község                  | Zirc              | Zirci                       | 723                        | 13            |
| Csesznek          | község                  | Bakonyszentkirály | Zirci                       | 563                        | 24,21         |
| Csetény           | község                  | Csetény           | Zirci                       | 1 922                      | 18,37         |
| Dudar             | község                  | Dudar             | Zirci                       | 1 643                      | 24,58         |
| Lókút             | község                  | Zirc              | Zirci                       | 411                        | 18,11         |
| Nagyesztergár     | község                  | Dudar             | Zirci                       | 1 196                      | 18,29         |
| Olaszfalu         | község                  | Bakonybél         | Zirci                       | 1 061                      | 42,8          |
| Pénzesgyőr        | község                  | Bakonybél         | Zirci                       | 332                        | 17,65         |
| Porva             | község                  | Bakonyszentkirály | Zirci                       | 435                        | 28,13         |
| Szápár            | község                  | Csetény           | Zirci                       | 485                        | 7,09          |

## Fekvése
A Zirci járás Veszprém vármegye északkeleti részén található. A megyén belül szomszédos a Pápai, a Várpalotai és a Veszprémi járással, továbbá Fejér vármegye Móri, Győr-Moson-Sopron vármegye Pannonhalmi és Komárom-Esztergom vármegye Kisbéri járásával.
Ez a vidék különösen gazdag a természeti szépségekben. A környék gyönyörű, műemlékekben gazdag települései, erdei, természet- és tájvédelmi területei, és arborétumai fogadják egész évben az idelátogatókat.
A Bakony hegyeit a földtörténeti harmad- és negyedidőszak hozta felszínre a Pannon-medencében. A táj kialakulásában nagy szerepet játszott a tenger. Többször is megjelent, egyszer mély volt és sós vizű, máskor sekélyebb és édesvizű vagy éppen mocsártenger. Erre a múltra utalnak az ásványok.
Ezért a környék bővelkedik karsztjelenségekben: a csapadékvíz, a folyóvizek hatására víznyelők, sziklatornyok alakultak ki – több mint száz barlangot hozva létre. A vizet a hegységet alkotó mészkő és dolomit a mélybe vezeti, a hegység lábánál pedig bővizű karsztforrások formájában engedi ismét útjára.
Az Északi-Bakony mintegy 300 méteres platóján kupolaszerűen ülnek a hegyek, közülük a legmagasabb a Kőris-hegy (709 m.). Mellette több, 600 méter fölötti hegy sorakozik, így méltán hívhatjuk az Északi-Bakonyt a Dunántúl tetejének.
A Magas-Bakony csapadékossága a sűrűbb, magasabbra növő faállományon meg is mutatkozik. A Bakony legmagasabb területein a zárt lombkoronájú bükkösök a jellemzőek, alacsonyabb részein a gyertyános–tölgyesek, a korai juhar, a magas kőris, a hegyi juhar és a hegyi szil. A kiszélesedő völgyek patakjait, az állandó és időszakos vízfolyásokat égerligetek, fűz-, nyár-; ligeterdők kísérik.
Ennek a változatos és gyönyörű tájnak a megismerésében nyújt nagy segítséget az idelátogatóknak a számos kiépített tanösvény. A terület élővilága pedig rendkívül gazdag, megannyi állatfajnak ad otthont e táj így ne csodálkozzunk rajta, ha utunk során néhány őzzel, erdei nyúllal vagy mókussal találkozunk.

## Nevezetességei
- Bakonybéli tájház, Bakonybél
- Bakonyi Erdők Háza
- Állandó néprajzi gyűjtemény Reguly Antal szülőházában, Zirc
- Bakonyi Természettudományi Múzeum, Zirc
- Barokk apátsági templom és Reguly Antal Műemlék Könyvtár, Zirc